# Dark ambient
Dark ambient (přel. temné prostředí) je jedna z nejrozšířenějších odnoží ambientní hudby. Je pro ni typický temný a disonantní charakter skladeb. Vznikla koncem sedmdesátých let 20. století. spolu s nástupem nových typů syntetizérů a rozvinul se posléze s vývojem nových počítačových technologií práce se zvukem (tzv. samplovací techniky) v rámci nejrůznějších elektronických hudebních forem. Jedná se o styl, který má mnoho tváří a je spojen často s dalšími hudebními žánry, především industriálem, noisem, ad. Termín jako takový lze užít pro všechny formy ambientní hudby, kterým jsou v podtextu společné (krom výše uvedených) charakteristiky typu „zlověstná“, „osudová“, či pocity jako „osamělost“, „izolovanost“, „melancholie“, apod.

## Historie a současnost
Dark ambient jako žánr nemá žádného zakladatele, a i jeho název vznikl až mnohem později, než styl samotný. Za nahrávky, které představují pouze jakési kořeny tohoto hudebního tvaru lze považovat skladby, vytvořené v rámci raného období spolupráce Briana Ena a Roberta Frippa na albu „Evening Star“ z roku 1975. V osmdesátých letech již plně reprezentují dark-ambientní hudbu projekty jako Coil, Lustmord nebo Zoviet France, od druhé poloviny devadesátých let pak již ve formě nových podob stylu soubory a umělci jako Raison d' être, Vidna Obmana, ad. Dark ambient v této době též proniká do soudobé vážné hudby. Příklady takových projektů jsou např. Autopsia nebo česká formace Aghiatrias, jejíž duší je skladatel Vladimír Hirsch.

## Paralelní styly
Paralelními styly, ať již vycházejícími z dark ambientu nebo jemu blízkými, jsou
- industriální ambient (ambient industrial), využívající potenciál industriálních zvuků,
- noise ambient, jehož základem jsou hluky a šumy nejrůznějšího původu,
- musique concrète (konkrétní hudba), vytvářená autentickými, dokumentaristickými zvukovými záznamy,
- black ambient, který zahrnuje konotace mezi black metalem, noisem a ambientem. Svůj název dostal podle obliby black-metalových kapel vytvářet vedlejší projekty tohoto typu.
- izolacionistický ambient (též pouze izolacionismus), který je velmi příbuzný ambientu industriálnímu, prolíná se však navíc s prvky techna.